# Albertynki

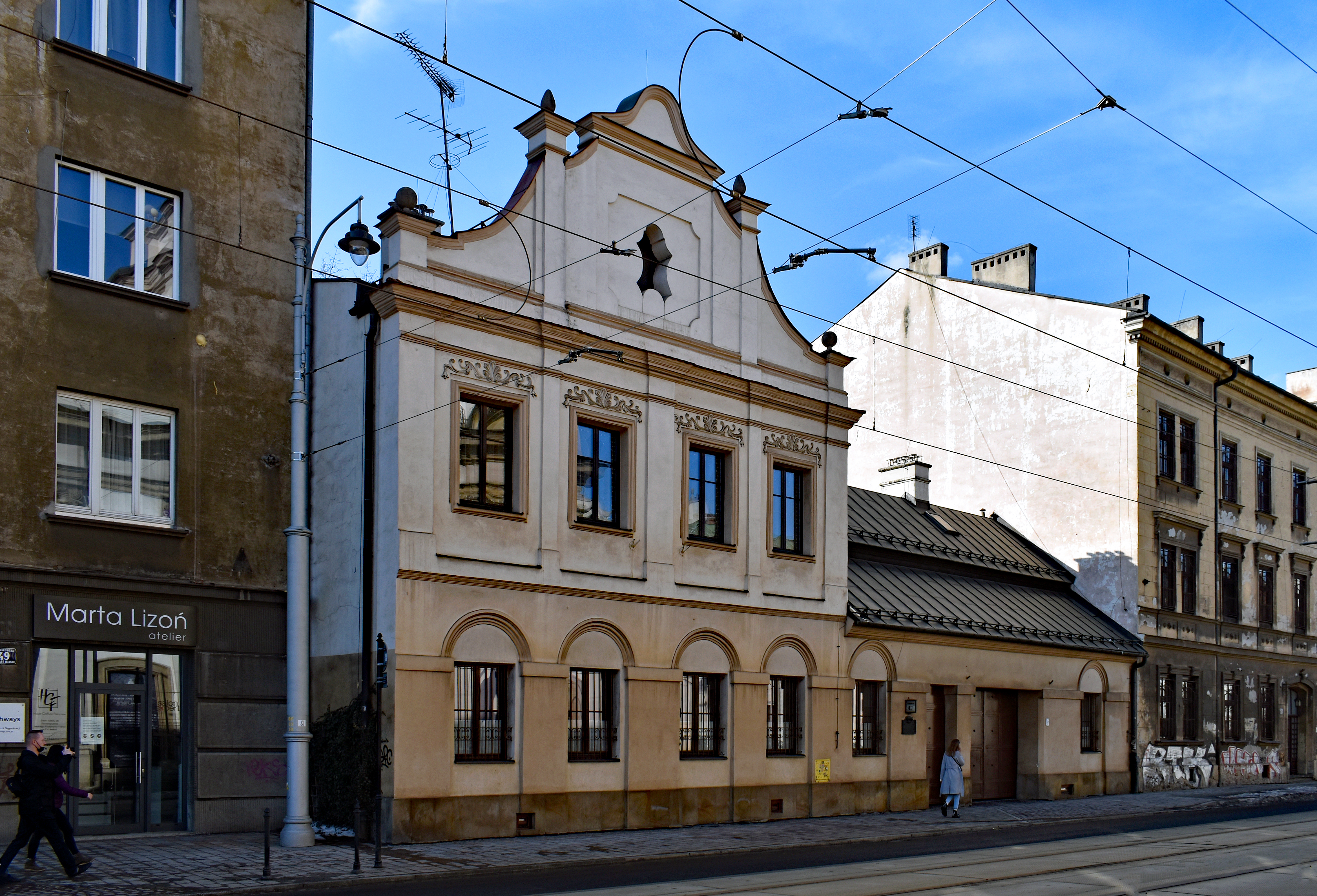
Kraków ul. Krakowska 47
Dom Macierzysty Sióstr Albertynek.

Albertynki – Zgromadzenie Sióstr Trzeciego Zakonu Regularnego św. Franciszka z Asyżu Posługujących Ubogim (CSAPI, pol. ZSAPU), żeński zakon katolicki założony przez św. Adama Chmielowskiego 15 stycznia 1891 roku w Krakowie. 
Pierwsze siedem sióstr albertynek przyjęło habity za zgodą kard. Albina Dunajewskiego w kaplicy w kurii krakowskiej. Najpierw placówki zgromadzenia powstawały w zaborze austriackim m.in. we Lwowie, Stanisławowie, Jarosławiu, Przemyślu, Samborze i Sokalu, a po I wojnie światowej także w innych częściach Polski. Siostry opiekowały się bezdomnymi, ubogimi, chorymi i uchodźcami wojennymi. Powstała też pustelnia w Starym Bruśnie, przeniesiona w 1898 r. do Prusia, a następnie do Zakopanego.  
W 1922 roku pierwsza kapituła generalna sióstr wybrała Bernardynę Jabłońską na przełożoną generalną. W 1926 roku abp Adam Stefan Sapieha zatwierdził zgromadzenie na prawie diecezjalnym. W 1940 r., w chwili śmierci Matki Jabłońskiej zgromadzenie liczyło ok. 500 członkiń i prowadziło 56 placówek. Po II wojnie światowej zgromadzenie utraciło swoje placówki na Kresach Wschodnich. W 1974 roku siostry podjęły posługę w USA, a w 1982 w Argentynie, gdzie najpierw opiekowały się polskimi emigrantami i kombatantami, a następnie też ludnością miejscową. Po 1990 roku powróciły do Lwowa oraz utworzyły nowe placówki na Słowacji, w Watykanie, Włoszech, Anglii i Boliwii. W 2001 roku powstała też placówka w Usolu Syberyjskim w Rosji.   
Zgromadzenie w Polsce podzielone jest na 3 prowincje: krakowską, warszawską i poznańską. Istnieje także wiceprowincja Ameryki Południowej (z domami zakonnymi w i Argentynie i Boliwii).  
Od 1928 roku dom generalny mieści się w zabytkowym dworku „Pocieszka” w Krakowie, ul. Woronicza 10, który przebudowany został według planów Jana Sasa-Zubrzyckiego. Tam też mieści się Sanktuarium Ecce Homo św. Brata Alberta, z relikwiami Założyciela, kanonizowanego w 1989 roku, i bł. siostry Bernardyny Jabłońskiej, beatyfikowanej w 1997 roku.
Zakon udostępnia turystom zabytkowy klasztor Albertynek w Zakopanem na Kalatówkach. 
Od 2016 roku przełożoną generalną zgromadzenia jest s. Teresa Maciuszek. 
W 2020 prof. Beata Zarzycka, albertynka, została wybrana prorektorem Katolickiego Uniwersytetu Lubelskiego, będąc pierwszą w historii uczelni zakonnicą na tym stanowisku.   